# Ctenoplusia bryki
Ctenoplusia bryki är en fjärilsart som beskrevs av M.Gaede 1939. Ctenoplusia bryki ingår i släktet Ctenoplusia och familjen nattflyn. Inga underarter finns listade i Catalogue of Life.